# Revolução Humana
Revolução Humana é uma série de doze romances do subgênero roman à clef escrita pelo autor japonês Daisaku Ikeda. O primeiro volume começou a ser escrito em 1964 e teve lançamento entre 1972 e 1999.

## Enredo
A série tem autoria de Daisaku Ikeda, o terceiro líder e presidente honorário da organização neobudista Soka Gakkai. Além disso, o livro conta com prefácio do historiador Arnold  J. Toynbee. Revolução Humana tem como foco a relação de mestre e discípulo e defende a noção de que a mudança de atitude de uma única pessoa pode trazer impactos sociais imensuráveis.  A obra narra os esforços do mentor de Ikeda, Jossei Toda, para reconstruir a Soka Gakkai no Japão após ser libertado da prisão de Sugamo ao final da Segunda Guerra Mundial.

## Recepção
Revolução Humana vendeu milhões de exemplares em diferentes idiomas e serviu de adaptação para dois filmes de mesmo nome produzidos pela Toho Company e dirigidos por Toshio Masuda nos anos 1970. Além disso, a série ganhou um spin-off chamado Nova Revolução Humana, que começa com a viagem de Daisaku Ikeda ao Brasil e aos Estados Unidos em 1960 após substituir Josei Toda na liderança da Soka Gakkai. Ikeda começou a trabalhar na sequencia em 1995 e a concluiu com trinta volumes em 2018, dando um maior enfoque às reflexões sobre pacifismo.